# Delmiro Gouveia

Delmiro Gouveia

Delmiro Gouveia este un oraș în statul Alagoas (AL) din Brazilia.